# 1948 na música

## Eventos
- Surge o Disco de vinil

## Música Popular
- Francisco Alves: Esses moços, de Lupicínio Rodrigues
- Jacob do Bandolim: Remelexo e Flamengo

## Nascimentos
| Data            | Nome                  | Profissão                                           | Nacionalidade  | Observações | Ref |
| --------------- | --------------------- | --------------------------------------------------- | -------------- | ----------- | --- |
| 4 de Fevereiro  | Alice Cooper          | cantor                                              | Estados Unidos |             |     |
| 19 de Fevereiro | Tony Iommi            | músico                                              | Inglaterra     |             |     |
| 24 de Fevereiro | Tim Staffell          | baixista                                            | Inglaterra     |             |     |
| 22 de Março     | Andrew Lloyd Webber   | compositor                                          | Inglaterra     |             |     |
| 26 de Março     | Steven Tyler          | vocalista                                           | Estados Unidos |             |     |
| 15 de Abril     | Michael Kamen         | compositor                                          | Estados Unidos | m. 2003     |     |
| 25 de maio      | Klaus Meine           | vocalista                                           | Alemanha       |             |     |
| 26 de maio      | Stevie Nicks          | cantora e compositora                               | Estados Unidos |             |     |
| 5 de maio       | Bill Ward             | baterista                                           | Inglaterra     |             |     |
| 31 de Maio      | John Bonham           | baterista                                           | Inglaterra     | m. 1980     |     |
| 12 de junho     | Lyn Collins           | cantora                                             | Estados Unidos | m. 2005     |     |
| 3 de Julho      | Danilo Caymmi         | músico, cantor, compositor e arranjador             | Brasil         |             |     |
| 6 de Julho      | Arnaldo Dias Baptista | músico                                              | Brasil         |             |     |
| 17 de Julho     | Ron Asheton           | guitarrista                                         | Estados Unidos | m. 2009     |     |
| 21 de Julho     | Cat Stevens           | músico                                              | Inglaterra     |             |     |
| 2 de Agosto     | Carlos Alberto Moniz  | artista, apresentador, maestro, músico e compositor | Portugal       |             |     |
| 20 de Agosto    | Robert Plant          | vocalista                                           | Inglaterra     |             |     |
| 24 de agosto    | Jean Michel Jarre     | músico                                              | França         |             |     |
| 31 de agosto    | Rudolf Schenker       | guitarrista                                         | Alemanha       |             |     |
| 6 de Setembro   | Sam Hui               | cantor                                              | Hong Kong      |             |     |
| 29 de Setembro  | Theo Jörgensmann      | clarinetista                                        | Alemanha       |             |     |
| 8 de Outubro    | Johnny Ramone         | guitarrista                                         | Estados Unidos | m. 2004     |     |
| 2 de Novembro   | Dmitri Smirnov        | compositor                                          | Rússia         | m. 2020     |     |
| 26 de Novembro  | Fausto                | compositor e cantor                                 | Portugal       |             |     |
| 3 de Dezembro   | Lulu                  | cantora, compositora, atriz e modelo                | Escócia        |             |     |
| 3 de Dezembro   | Ozzy Osbourne         | cantor                                              | Inglaterra     |             |     |
| 11 de Dezembro  | Chester Thompson      | baterista                                           | Estados Unidos |             |     |
| 31 de Dezembro  | Donna Summer          | cantora                                             | Estados Unidos | m. 2012     |     |

## Mortes
| Data       | Nome                 | Profissão         | Nacionalidade  | Observações | Ref |
| ---------- | -------------------- | ----------------- | -------------- | ----------- | --- |
| 1 de Junho | Sonny Boy Williamson | Compositor/Músico | Estados Unidos |             |     |